# Zinți (Mîkilske), Poltava
Zinți (în ucraineană Зінці) este un sat în comuna Mîkilske din raionul Poltava, regiunea Poltava, Ucraina.

## Demografie
Componența lingvistică a localității Zinți
     Ucraineană (95,79%)
     Rusă (3,97%)
     Alte limbi (0,12%)
Conform recensământului din 2001, majoritatea populației localității Zinți era vorbitoare de ucraineană (95,79%), existând în minoritate și vorbitori de rusă (3,97%).